# Quartiere Villa Magentino
Il quartiere Villa Magentino è un complesso residenziale e direzionale di Milano, posto nella zona occidentale della città.
Fu costruito intorno al 1966 secondo un progetto planivolumetrico di Francesco Cetti Serbelloni, con la consulenza estetica di Luigi Caccia Dominioni.